# Eksplozivni pas
Eksplozivni pas (z drugo besedo tudi samomorilski pas, samomorilski telovnik, samomorilski jopič) je improvizirana eksplozivna naprava. Lahko je pas ali telovnik v katerem je zapakiran eksploziv, ki ga preko detonatorja sproži samomorilski napadalec. V eksplozivnem telovniku so lahko poleg eksploziva še kroglični ležaji, žeblji, vijaki ter matice. Slednji pri eksploziji služijo, kot šrapneli z željo povzročitve čim večje število žrtev oziroma poškodovanih oseb.

## Zgodovina
Kitajci so v drugi kitajsko-japonski vojni uporabili eksplozivne jopiče. Kitajski vojak je detoniral jopič z ročnimi bombami in ubil 20 Japoncev v skladišču Sihang. Kitajske čete so na telesa privezale eksplozive, kot so ročne bombe ali dinamit, in se vrgle pod japonske tanke, da bi jih razstrelile. Ta taktika je bila uporabljena med bitko pri Šanghaju, kjer je kitajski samomorilski bombnik zaustavil japonsko tankovsko kolono, tako da se je razstrelil pod vodilnim tankom, in v bitki pri Taierzhuangu, kjer so kitajske čete jurišale proti japonskim tankom in se razstrelile z dinamitom in ročnimi bombami. Med enim incidentom v Taierzhuangu so kitajski samomorilci z ročnimi bombami uničili štiri japonske tanke.
Samomorilske napade z namenom povzročitve škode sovražniku so uporabljali že pred drugo svetovno vojno, v kateri so bile enote Kamikaze (samomorilni letalski napadi) in Kaiten ("živi torpedi") uporabljene za napad na zavezniške sile. Japonski vojaki so se rutinsko žrtvovali z napadom zavezniških tankov, medtem ko so nosili protitankovske mine, naboje za magnetno rušenje, ročne bombe in druge eksplozivne naprave.

## Opis
Eksplozivni pas ali telovnik ponavadi sestoji iz pasa ali telovnika na katerega je pripetih, vstavljenih ali všitih več cilindrov, (plastične ali kovinske cevi, lahko tudi plastenke ali steklenice) kateri so napolnjeni z eksplozivom, tisti bolj sofisticirani pa so sestavljeni iz plošč eksploziva. Eksploziv je obdan s fragmentacijskim slojem, kateri povzroči efekt šrapnelov s čimer postane telovnik še bolj smrtonosen. Ko je telovnik detoniran povzroči efekt vsesmerne izstrelitve naboja šibrenice. Najbolj nevaren in najbolj pogosto uporabljen šrapnel so železne kroglice debeline od 3 do 7 milimetrov. Lahko pa se uporabijo tudi vijaki, žeblji, matice, debela žica ali katerikoli drug material, ki je podoben trdoti in velikosti omenjenih materialov. Šrapneli so odgovorni za 90% vseh žrtev ob detonaciji take naprave.
Napolnjen telovnik lahko tehta od 5 do 20 kilogramov in se ga lahko preprosto skrije pod debel sloj oblačil, ponavadi pod debelo jakno ali plašč.
Samomorilski jopič lahko pokriva cel trebuh in je izdelan v kombinaciji z naramnicami, da se ga lahko nosi preko ramen.
Najbolj pogost varnostni postopek je, da se osumljenega samomorilskega bombnika postavi na distanco vsaj 15 metrov stran od drugih ljudi. Nato se jih prosi naj odstranijo vrhnji del oblačil, da lahko vidimo ali spodaj skrivajo eksplozivno napravo. Medtem, ko je ta postopek ponavadi nesporen za moške, lahko pri ženskih osumljenkah povzroči val ogorčenja. Zatorej se moški pripadniki varnostnih sil načeloma izogibajo preiskave ženske, saj ne želijo biti obtoženi spolnega nadlegovanja. Alternativno se lahko uporabi infrardeči detektor. Če slednji ni na voljo pa je priporočeno, da pregled opravi ženska pripadnica varnostnih sil.
Odkritje ostankov ali slučajno ne eksplodiranih delov naprave po eksploziji znatno pripomore pri zbiranju forenzičnih dokazov.

## Forenzične preiskave
Samomorilski bombniki so ponavadi po eksploziji popolnoma upepeljeni. Najboljši namig za odkrivanje njihove ididentitete je njihova glava, katero eksplozija ponavadi odtrga stran od trupa in jo katapultira v zrak. Novinar Joby Warrick sklepa: "Tesno prileganje telovnika in postavitev eksplozivnih vrečk, naj bi energijo eksplozije usmerilo navzven, proti tistemu, ki stoji neposredno pred njim. Nekaj tega energijskega vala pa se neizogibno usmeri navzgor in raztrga trup bombnika na najšibkejšem mestu med vratnimi kostmi in spodnjo čeljustjo. Opravka imamo z zanimivim pojavom, v katerem se glava samomorilca v trenutku eksplozije odtrga od telesa, kasneje pa se v popolni ohranjenosti najde nekaj metrov stran od zdrobljenih ostankov trupa."